# 伊桑加內山
15°12′18″S 71°05′31″W / 15.20500°S 71.09194°W
伊桑加內山（Isankani），是秘魯的山峰，位於該國南部庫斯科大區，由孔多羅馬區和奧科魯羅區負責管轄，屬於安地斯山脈的一部分，海拔高度4,925米。